# ブージ (武器)

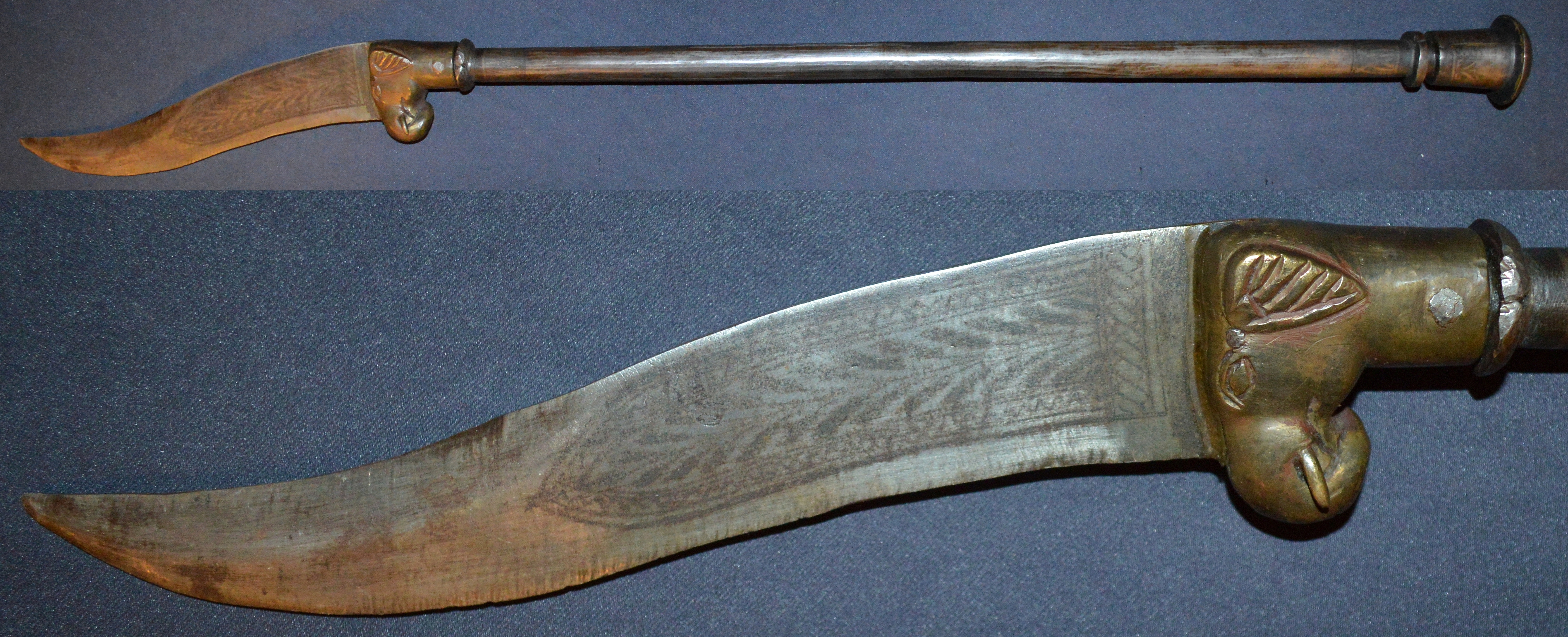
ブージ

ブージ（Bhuj）は、西部インドのシンド地方の騎兵の指揮官によって使われていたナイフまたはダガーのことで、ガンダサ（Gandasa）とも呼ばれ、両刃のついた戦斧である。名前はグジャラート州カッチにあるブージから来ている。刃の付け根に象の頭をかたどった装飾がよく見られることから（あるいは、斧頭が象牙でできており象の鼻に似ていることから）、エレファントナイフ（Elephant Knife）とも呼ばれる。
先端は両刃で縦長の斧頭は非常に重いため、振り下ろすことで打ち切ることを目的とし、柄の部分は空洞で中には短剣が仕込まれ、短剣は石突を柄としていて鍔元にネジが彫られているため柄にねじ込みしまうことができる。戦闘中におけるとっさの引き抜きには使用せず、陣における日常生活において使用された。短剣は長さ約30cmの直刀で両刃を兼ね備えており、刺突を目的としている。